# 葛山城 (信濃国)
葛山城（かつらやまじょう）は、信濃国水内郡長野村葛山（現・長野県長野市鑪）にあった日本の城。山城。長野市指定史跡。

## 概要
天文24年（1555年）、武田晴信に帰順した栗田氏が旭山城に籠城したため、付城（向城）として長尾景虎が裾花川対岸のこの山上に築いた。
弘治3年（1557年）、武田氏により攻略された。真田幸隆の調略により、葛山城中腹の静松寺を通じて落合一族の落合遠江守、落合三郎左衛門尉が寝返った。また、水の手などを切られ馬場信春らの攻撃で城は落城。城将落合治吉（落合備中守）、援軍の将として入城していた小田切駿河守幸長は戦死した。武田軍のあげた城兵の首は夥しい数にのぼり、落城する火勢の中で逃げ場を失った女達は峯の上から北側の谷に身を投げ全滅したと伝えられる。
落城が伝えられた長沼城の島津月下斎は北の大倉城に難を避け、戸隠山の人々も武田側と上杉方とに分裂し多くが遠く越後に逃れた。

## 伝承
- 建武年間築城、葛山衆の落合氏の居城と伝えられている。
- 弘治3年、葛山城攻略のため馬場信春は軍勢1万7千人を率いて裾花川を塞ぎ水攻めをしたが、葛山の岸壁から滔々と流れ落ちる滝に手の施しようがなかった。既に武田軍勢に加わっていた栗田永寿 (初代)が葛山麓にある静松寺の住職を呼び寄せ、城の水利を尋ねると、「あんなところに滝などない、兵糧米を落として滝のように見せかけているのだろう」と漏らしたため、武田軍勢は火攻めを仕掛け葛山城を落とした (白米城伝説)。このため静松寺の住職は葛山に登ると狂死するのでけっして葛山に登らないという。
- 葛山落城の際火攻めにあったため、倉跡には焼米が出るという。
- 城に篭った婦女子らは身を葛山の絶壁に投げた。本丸北東の谷で、そこを姫谷という。
- 端午の節句には葛山山頂に赤い旗が翻るのが松代町から見える。ただし松代町以外からは見えないという[3]。

## 遺構
- 葛山城址碑 - 「市指定史跡　葛山城跡」石碑と屋根のついた木製「葛山城」説明案内板[4]。
- 主郭跡 - 周囲に土塁は見られず、旭山城とは対照的。ただし、切岸が非常に深く鋭い。山頂からすぐ隣の峰にあった大峰城を遠望できる。

## 交通
- JR北陸新幹線・長野駅からアルピコ交通バスに乗り「横棚」バス停下車、徒歩約50分
- 上信越自動車道・長野ICから約45分